# Melanargia gratiani
Melanargia gratiani är en fjärilsart som beskrevs av Wagener 1959 . Melanargia gratiani ingår i släktet Melanargia och familjen praktfjärilar. Inga underarter finns listade i Catalogue of Life.